# Bečvář (krater księżycowy)
Bečvář – niewielki krater uderzeniowy na Księżycu, położony w pobliżu jego równika, na jego odwrotnej stronie w stosunku do Ziemi. Leży na północny wschód od krateru Necho, w zasięgu jego formacji promienistej. W kierunku północnym znajduje się Gregory.
Krater został nazwany w 1970 roku na cześć czeskiego astronoma Antonína Bečvářa.
Bečvář jest zniszczonym i zerodowanym kraterem, z mniejszymi kraterami na jego dnie i krawędziach. Na południowo-zachodnim brzegu znajduje się dwu-kraterowa formacja, którą współtworzy Bečvář Q. Na północnej krawędzi krateru znajduje się Bečvář X.

## Satelickie kratery

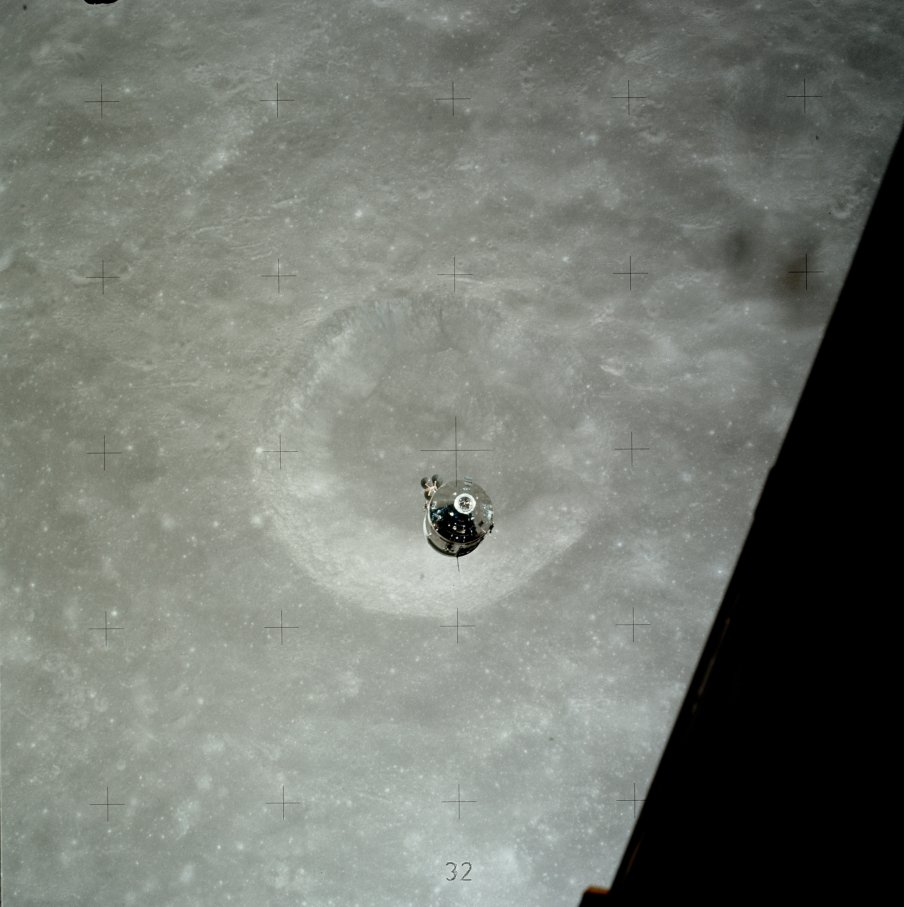
Lądujący moduł Dowodzenia/Serwisowy CSM misji Apollo 17, widoczny jest krater Bečvář X

Zgodnie z przyjętą konwencją, poniższe obiekty są identyfikowane na mapie Księżyca, umieszczając literę na boku krateru, którego środek jest najbliżej Bečvářa:
| Bečvář | Szerokość | Długość  | Średnica |
| ------ | --------- | -------- | -------- |
| D      | 1,5° S    | 126,5° E | 15 km    |
| E      | 2,0° S    | 127,8° E | 15 km    |
| J      | 3,6° S    | 126,6° E | 45 km    |
| Q      | 2,9° S    | 124,0° E | 28 km    |
| S      | 3,0° S    | 121,1° E | 14 km    |
| T      | 1,8° S    | 121,9° E | 27 km    |
| X      | 0,6° S    | 124,2° E | 26 km    |